# Abadia de Sant Miquel (Farnborough)

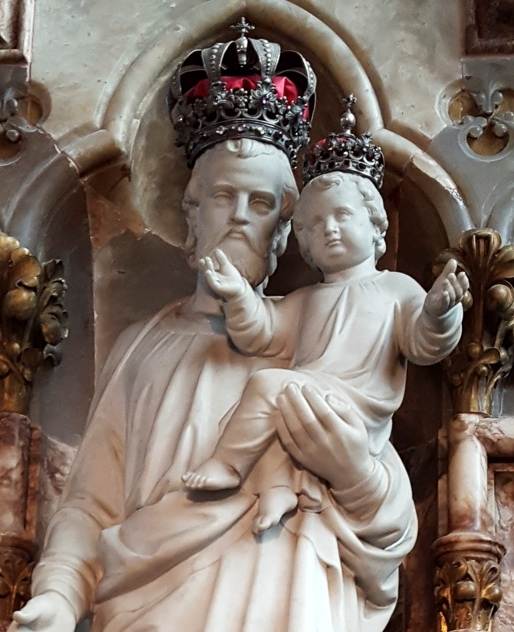
L'estàtua de Sant Josep va rebre una coronació canònica pel papa Pius IX el 13 d'abril de 1874.

L'abadia de Sant Miquel (en anglès: St Michael's Abbey, en francès: Abbaye Saint-Michel) és una abadia benedictina de Farnborough, Hampshire, Anglaterra. La petita comunitat és coneguda per la seva litúrgia (que es canta en llatí i cant gregorià), el seu orgue de tubs i la seva ecutorial i impremta litúrgica. S'hi troba la tomba del darrer monarca francès, Napoleó III, i la seva família. Aquesta abadia també és coneguda per tenir una imatge de Sant Josep coronada pontificament.
Les visites públiques a l'abadia tenen lloc cada dissabte a les 15.00 hores, amb una visita per l'església i una visita a la cripta.

## Història
Després de la caiguda del Segon Imperi francès el 1870, Napoleó III (1808–1873), la seva dona l'emperadriu Eugénie (1826–1920) i el seu fill el príncep imperial (1856–1879) es van exiliar de França i es van establir a Anglaterra, a Camden Place a Chislehurst, Kent, on Napoleó III va morir el 1873. Va ser enterrat originalment a l'església catòlica romana de Santa Maria a Chislehurst. Després de la mort del príncep imperial l'any 1879, l'emperadriu Eugénie va voler establir un monument a la seva família.

Va fundar l'Abadia el 1881 com a mausoleu per al seu marit i el seu fill, desitjant que el lloc de sepultura fos un lloc de pregària i silenci. L'Abadia incloïa una cripta imperial, modelada a partir de la cripta de la basílica de Saint-Denis prop de París, on l'emperador havia desitjat originàriament ser enterrat. L'emperadriu Eugénie va ser enterrada més tard al costat del seu marit i fill. Tots tres descansen en sarcòfags de granit que van ser proporcionats per la reina Victòria.

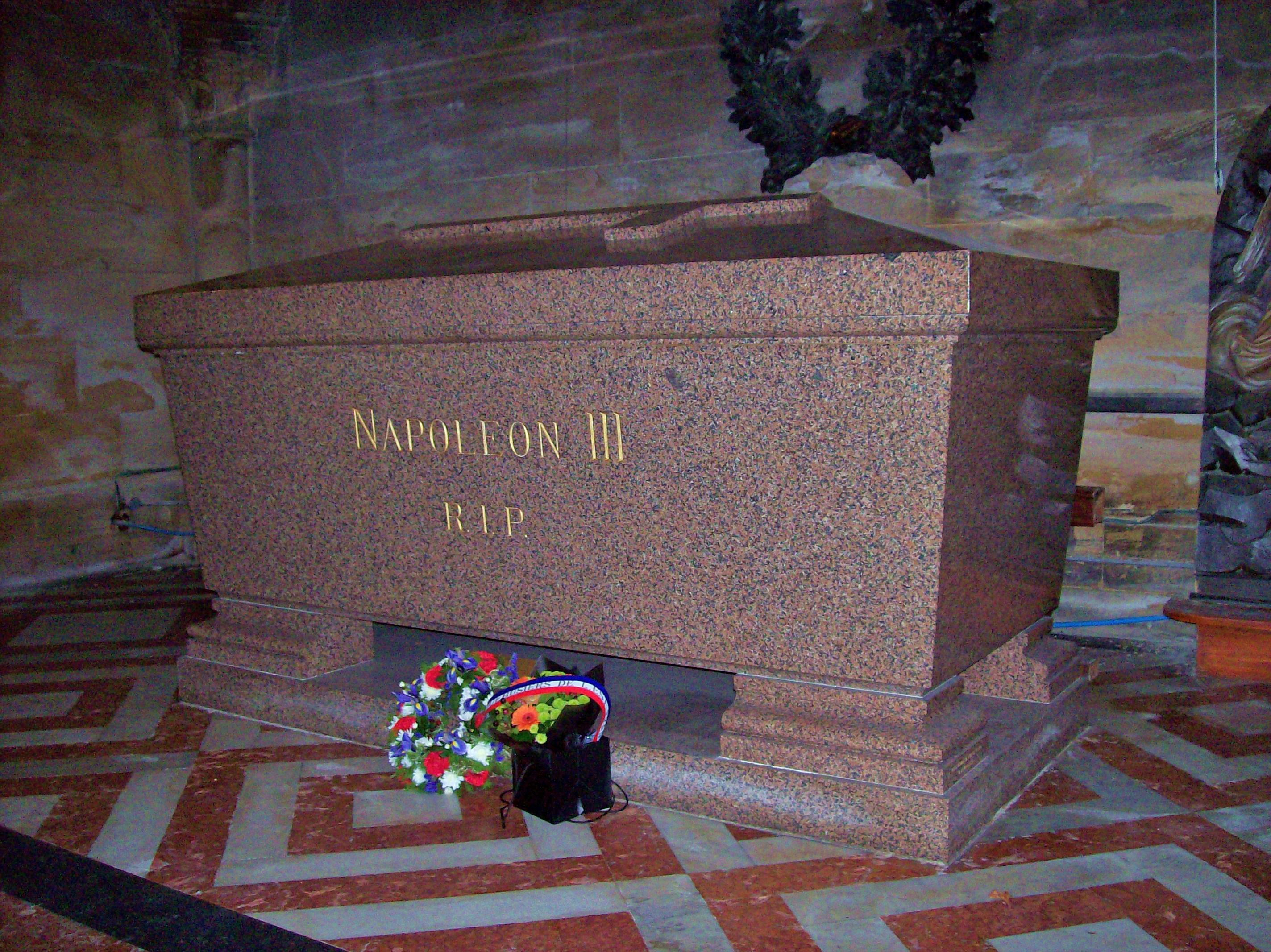
Sarcòfag de l'emperador Napoleó III
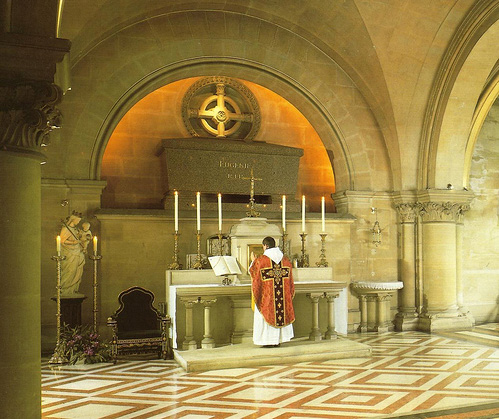
Sarcòfag de l'emperadriu Eugénie
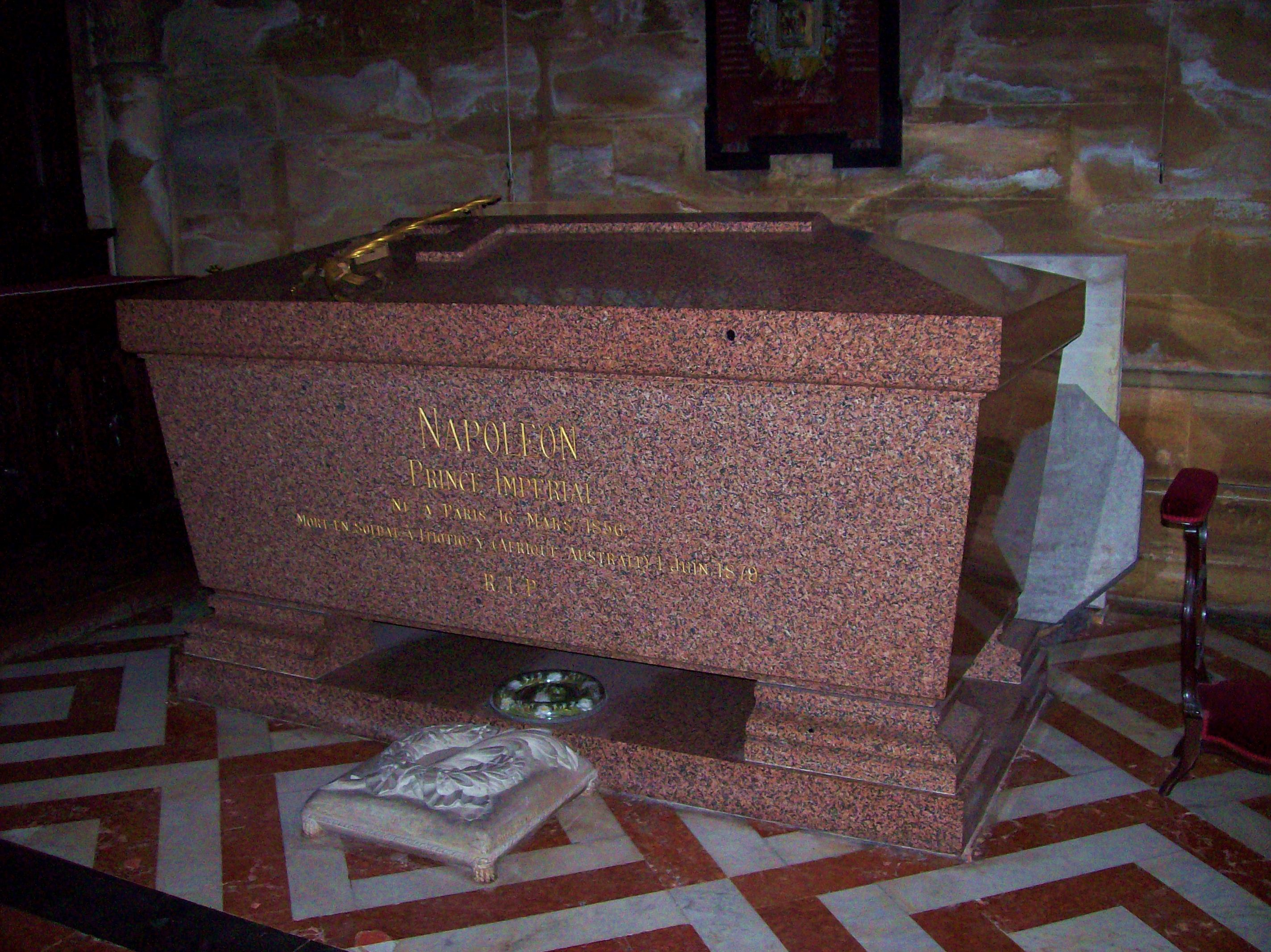
Sarcòfag de Napoleó, príncep imperial

L'església de l'abadia va ser dissenyada en un estil gòtic flamīger i eclèctic per l'arquitecte francès de renom a l'època Gabriel-Hippolyte Destailleur. Conté l'os de la cuixa de Sant Albà, la relíquia més gran del sant a Anglaterra. Després de la fundació de l'església i el monestir, van ser administrats per canonges premonstrateses. El 1895, l'emperadriu els va substituir per monjos benedictins francesos de l'abadia de Sant Pere de Solesmes. Dom Fernand Cabrol, un destacat erudit, esdevingué prior i després abat (1903), romanent al càrrec fins a la seva mort el 1937. Dom Henri Leclercq i un petit grup de monjos francesos es van unir a la comunitat al mateix temps, i Leclercq i Cabrol van col·laborar durant molts anys en empreses acadèmiques. El medievalista i litúrgic Dom André Wilmart (1876–1941) va ser també un monjo de l'abadia.
L'actual orgue bimanual de l'església es va instal·lar l'any 1905, construït per Aristide Cavaillé-Coll & Company. Els orígens de l'instrument estan envoltats de misteri. Encara que instal·lat després de la mort de Cavaillé-Coll, porta el seu nom més que el del seu successor, Charles Mutin, i les obres internes són d'una qualitat que identifica aquest model amb els més alts estàndards de mà d'obra de l'època d'aquella empresa.
La comunitat, antigament famosa per la seva escriptura acadèmica i la seva tradició musical de cants gregorians, va disminuir en nombre el 1947, i la majoria dels monjos restants es van dispersar a les cases de la Congregació de Solesmes, en particular a l'abadia de Quarr. Farnborough va ser reassentada una vegada més, aquesta vegada per un petit grup de monjos anglesos de l'abadia de Prinknash a Gloucestershire. L'últim monjo francès, Dom Leopold Zerr, durant molts anys organista de l'abadia, va morir el 1956. El 2006, la comunitat va escollir el primer abat anglès de Farnborough, el reverend Dom Cuthbert Brogan.

## Catholic Central Library(Biblioteca Nacional Catòlica)
La Catholic Central Library va ser creada per la Catholic Truth Society després de la Primera Guerra Mundial. Va ser mantinguda durant molts anys pels frares Graymoor a Westminster fins que es van veure obligats a retirar-se. Va passar a ser responsabilitat de l'Abadia de Sant Miquel el 2007 durant un període de prova a l'espera d'una decisió final sobre el seu futur. El 2007, va ser rebatejada com a Catholic National Library, i és una de les millors col·leccions de llibres catòlics romans d'Anglaterra. El 2015, la col·lecció es va traslladar a la Biblioteca de la Universitat de Durham.

## Santuari Nacional de Sant Josep
El Santuari Nacional de Sant Josep a l'Abadia de Sant Miquel és cuidat pels monjos de Farnborough. Una estàtua de Sant Josep en una capella lateral a la dreta de l'altar major de l'església del monestir va pertànyer inicialment als pares de Mill Hill, fundats per Herbert Vaughan el 1866. A petició de Vaughn, el papa Pius IX va concedir una coronació canònica per a l'estàtua, dirigida pel cardenal Henry Manning amb motiu de la dedicació de la capella del St Joseph's College el 13 d'abril de 1874.
L'Institut Missioner de Londres es va establir a finals dels anys seixanta per consolidar les instal·lacions d'entrenament per a les diferents societats de missió a Gran Bretanya. El St Joseph's College es va tancar el 2006. La propietat es va vendre posteriorment i la Societat es va traslladar a Maidenhead . L'abadia de Farnborough va acceptar rebre l'estàtua i els altars del Santuari, i l'actual Santuari Nacional es va erigir el 2008.
Una segona estàtua de Sant Josep, antigament a l'entrada de la propietat de Mill Hill, va ser enviada al santuari de Nostra Senyora de Walsingham.